# Castellanos de Zapardiel
Castellanos de Zapardiel ist ein zentralspanischer Ort und eine Gemeinde (municipio) mit 113 Einwohnern (Stand: 2024) in der Provinz Ávila in der Autonomen Region Kastilien-León. 

## Lage und Klima
Castellanos de Zapardiel liegt auf der Südseite der Sierra de Gredos in der Provinz Ávila in einer Höhe von ca. 785 m. 
Die Entfernung nach Ávila beträgt knapp 58 km (Fahrtstrecke) in südsüdöstlicher Richtung. Das Klima ist gemäßigt bis warm; der Regen (ca. 461 mm/Jahr) fällt mit Ausnahme der trockenen Sommermonate übers Jahr verteilt.

## Bevölkerungsentwicklung
| Jahr      | 1970 | 1981 | 1991 | 2001 | 2011 | 2021 |
| Einwohner | 318  | 206  | 162  | 132  | 101  | 94   |

## Sehenswürdigkeiten

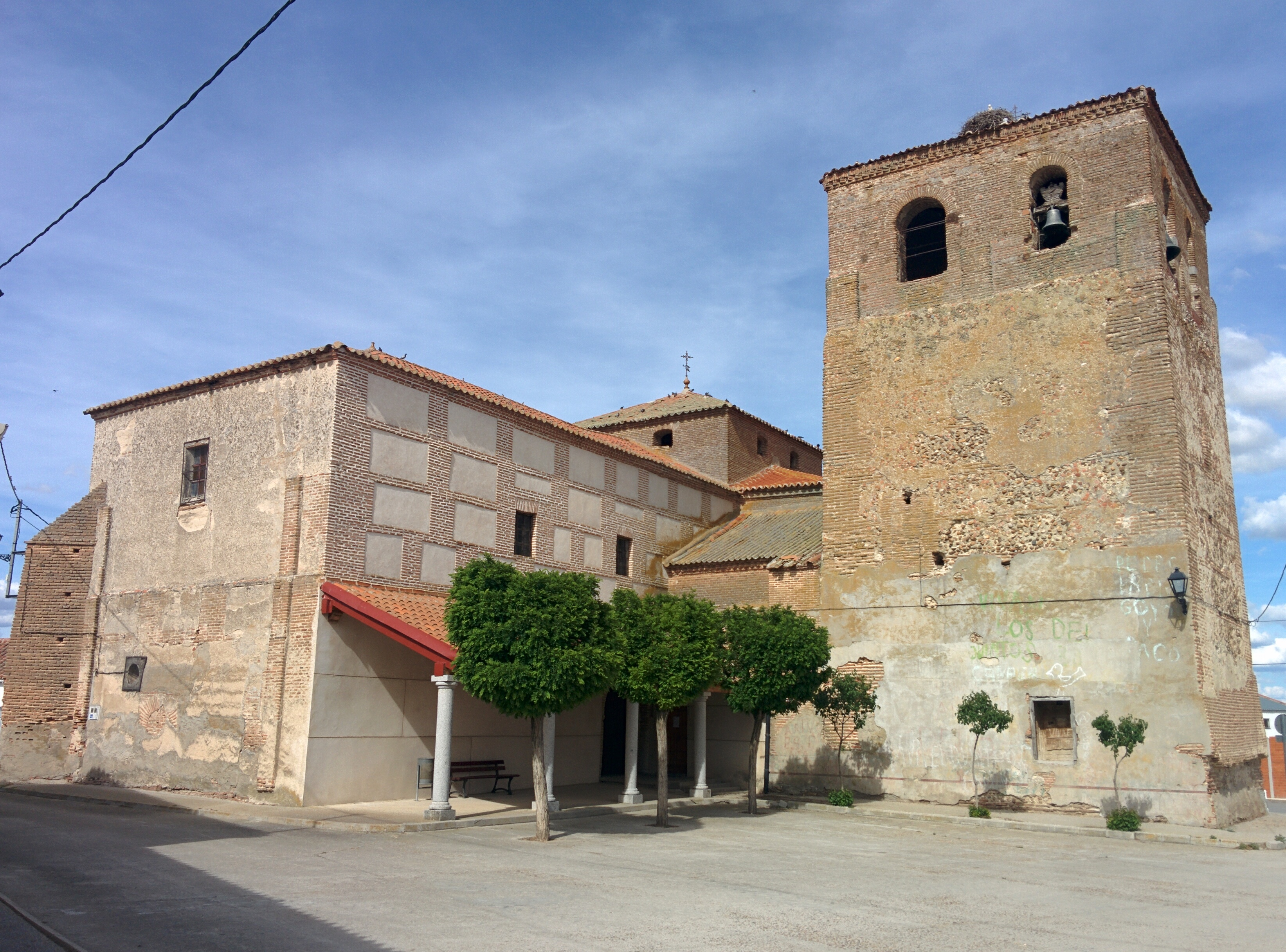
Marienkirche
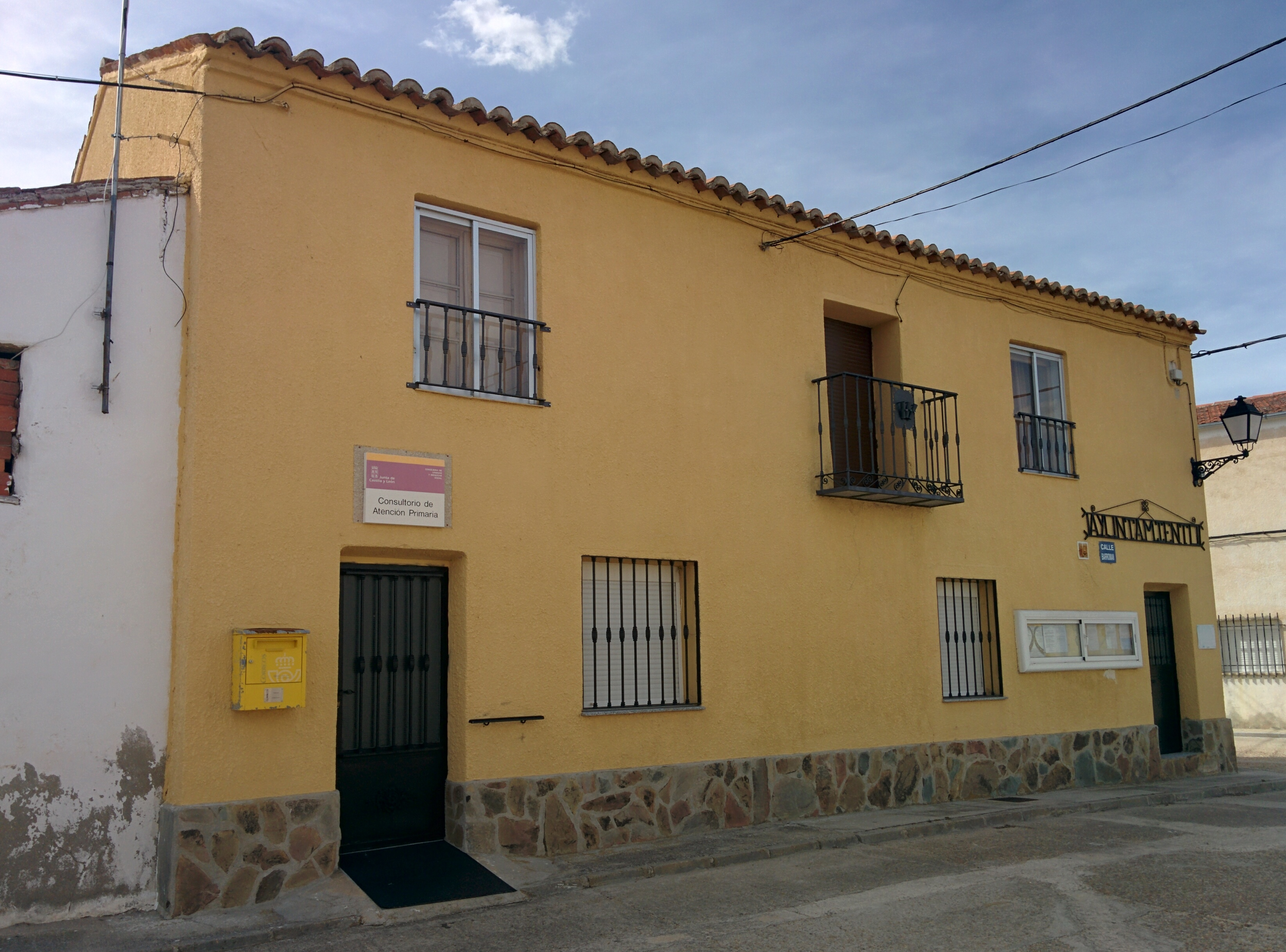
Rathaus

- Marienkirche
- Rathaus